# Neocalanus flemingeri
Neocalanus flemingeri är en kräftdjursart som beskrevs av C. B. Miller 1988. Neocalanus flemingeri ingår i släktet Neocalanus och familjen Calanidae. Inga underarter finns listade i Catalogue of Life.